# بوليتيكو
بوليتيكو (بالإنجليزية: Politico)‏ هي صحيفة أمريكية سياسية يومية تصدر في العاصمة واشنطن دي سي.

## وصلات خارجية
- الموقع الرسمي للصحيفة